# Церковь Святого Мартина (Блейдон)
Церковь Святого Мартина в Блейдоне близ Вудстока, графство Оксфордшир, Англия — англиканская приходская церковь Блейдона. В фамильном захоронении семьи Спенсер-Черчилль, расположенном на церковном кладбище, находятся могилы многих представителей этой семьи, включая сэра Уинстона Черчилля.

## История

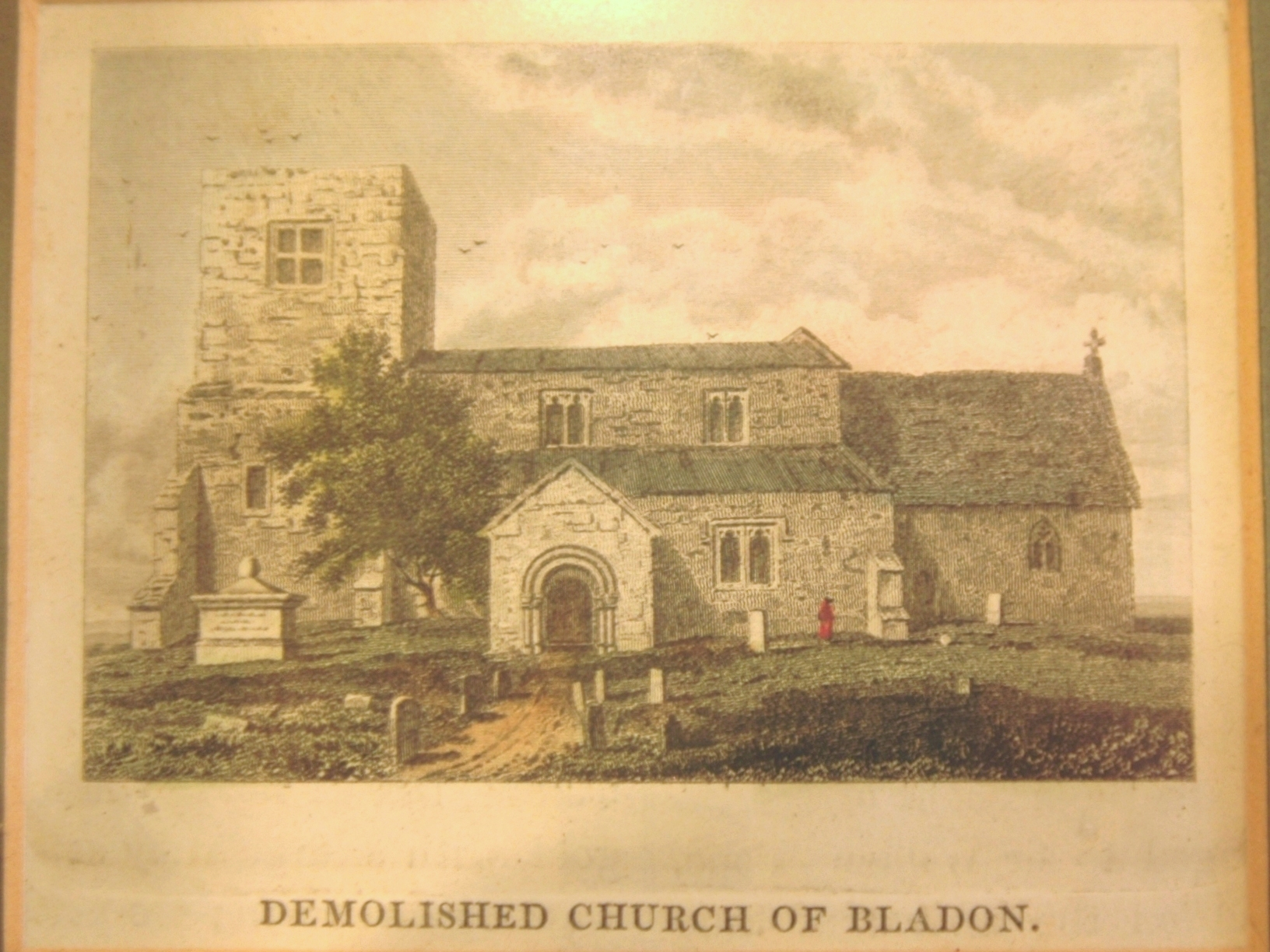
Старое здание церкви Святого Мартина, снесённое в 1802 году.

Первое здание церкви на этом месте было сооружено, вероятно, в XI или XII веке, первые упоминания о церкви относятся к 1269 году. На старых открытках с изображениями церкви до 1802 года видно богато украшенное южное крыльцо церкви в нормандском стиле, что позволяет утверждать, что церковь была сооружена в конце XI или начале XII века.
Приходские книги регистраций крещений, браков и погребений с 1545 года хранятся в Бодлианской библиотеке в Оксфорде.
В 1802 году приход ходатайствовал перед епископом Оксфорда о сооружении нового здания церкви, поскольку старое здание обветшало и стало аварийным. Епископ дал согласие, после чего старое здание было снесено, и к 1804 году было построено новое. Расходы по строительству взял на себя 4-й герцог Мальборо.
В 1891 году здание церкви подверглось реконструкции, которую произвёл архитектор Артур Бломфилд: были восстановлены алтарь и неф, проделаны новые окна и сооружены пинакли. В отличие от предыдущего здания, новое здание не имеет фонарей, в силу чего, несмотря на дополнительные окна, внутреннее помещение церкви является достаточно тёмным.
Благодаря усилиям настоятеля Артура Медженди, здание церкви приобрело нынешний вид. В 1893 году А. Медженди дал церковным воротам имя в память о своей матери. В знак признательности заслуг А. Медженди три окна в алтарной части церкви посвящены его памяти и памяти его вдовы и детей. Одно из окон украшено копией картины сэра Джошуа Рейнольдса «Хор херувимов». В 1937 году в нише над крыльцом была размещена статуя Святого Мартина.

## Фамильное захоронение Спенсер-Черчилль

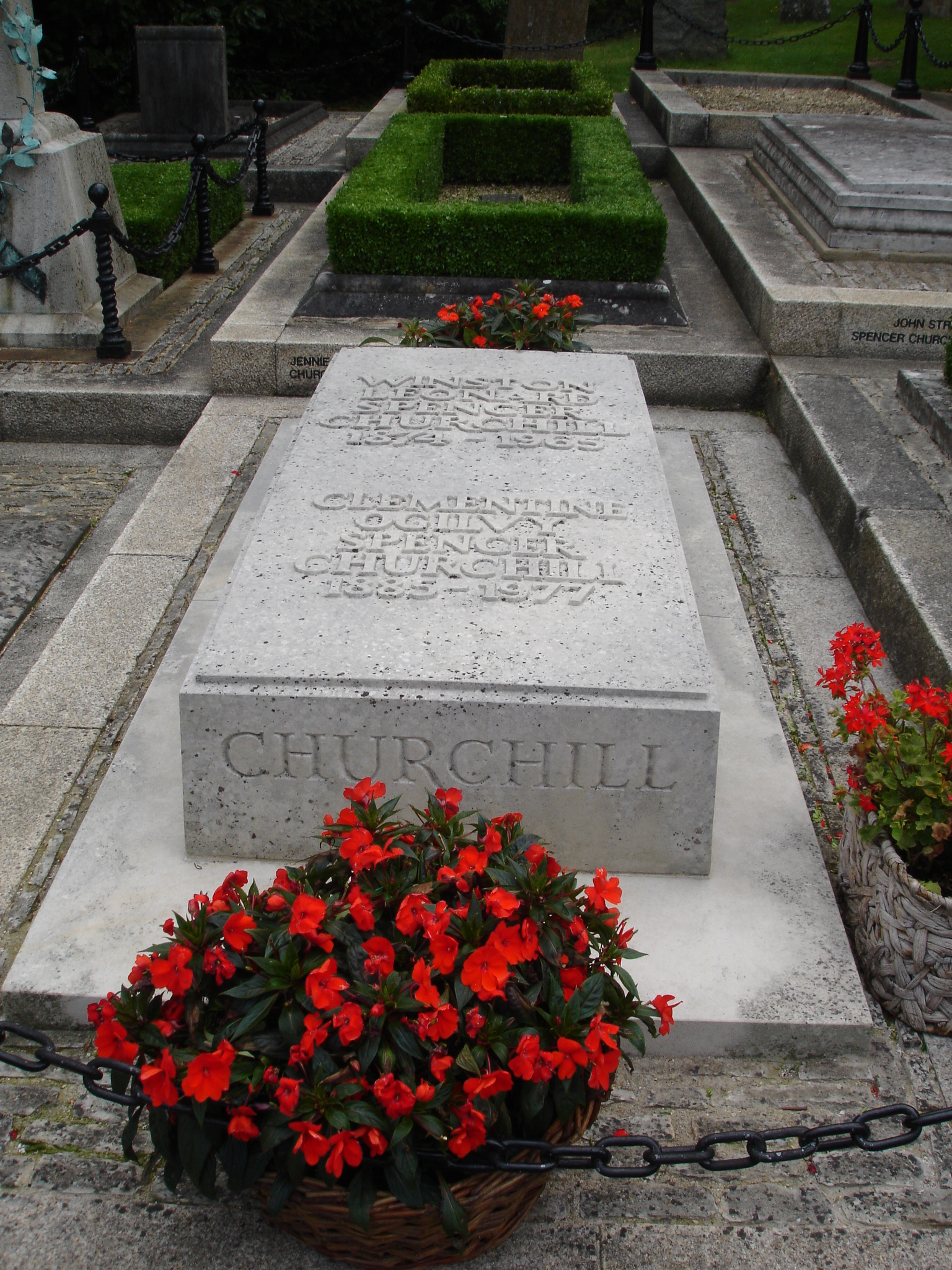
Могила Уинстона и Клементины Черчилль после реставрации 2006 года.

Приход церкви святого Мартина включает в себя Бленхеймский дворец, родовое поместье герцогов Мальборо, но большинство членов семьи Спенсер-Черчилль похоронены на церковном кладбище в Блейдоне; только герцоги и герцогини Мальборо имеют право на погребение в часовне Бленхеймского дворца.
На церковном кладбище в Блейдоне похоронены родители сэра Уинстона — лорд Рэндольф Черчилль и Дженни Черчилль, его младший брат Джон, его супруга Клементина, их дети — Диана, Рэндольф, Сара, а также зять Кристофер Соумс. Среди других представителей семьи Спенсер-Черчилль здесь похоронены Консуэло Вандербильт — супруга 9-го герцога Мальборо, и их младший сын, лорд Айвор Чарльз Спенсер-Черчилль.
Сэр Уинстон Черчилль в своё время также выразил желание быть похороненным в Блейдоне. 30 января 1965 года, после церемонии государственных похорон в Лондоне, гроб с телом покойного был отправлен на траурном поезде до станции Хэнборо, откуда был доставлен в Блейдон. Здесь, в соответствии с пожеланием покойного политика, прошла церемония похорон, в которой участвовали только члены семьи и несколько близких друзей. Пастор приходской церкви произнес литургию, после чего гроб был опущен в могилу, на которую возложили венок из роз, гладиолусов и лилий, собранных в соседней долине. Надпись, сделанная от руки на ленте венка, гласила: «От благодарной Родины и Британского содружества наций. Елизавета Р».
В 1998 году надгробие на могиле Уинстона и Клементины Черчилль пришлось заменить из-за повреждений надгробия и самого захоронения. Новое надгробие на могиле было водружено в присутствии членов семьи Спенсер-Черчилль, но уже через восемь лет новое надгробие загрязнилось и было частично повреждено. В июле 2006 года участок кладбища с могилой Черчилля был закрыт для посещений, была проведена реставрация надгробия.
| Кладбищу посвящено стихотворение Эврил Андерсен (также известной как миссис Крабтри): 'At Bladon' From the halls of king's they bore him then the greatest of all Englishmen to the nations the world's requiem at Bladon. Drop English earth on him beneath to our sons; and their sons bequeath his glories and our pride and grief at Bladon. For Lionheart that lies below that feared not toil nor tears or foe. Let the oak stand tho' tempests blow at Bladon. So Churchill sleeps, yet surely wakes old warrior where the morning breaks on sunlit uplands. But the heart aches at Bladon. | В русском переводе (подстрочник): В Блейдоне Из королевских залов его тогда принесли, величайшего из англичан, реквием к народам всего мира в Блейдоне. Оставьте землю Англии под ним для наших сыновей; и сыновьям их завещана его слава, и наша гордость и печаль В Блейдоне. Для Львиного Сердца, что ниже лежит, не было страха перед трудностями, слезами или врагом. Пусть дуб стоит перед ударом бури В Блейдоне. Так Черчилль спит, но просыпается старый воин там, где утро проникает на залитые солнцем возвышенности. Но сердце болит в Блейдоне. |